# Endian Firewall
Endian Firewall es una distribución GNU/Linux libre especializada en cortafuegos (Firewall), ruteo  y gestión unificada de amenazas. Está siendo desarrollado por el italiano Srl Endian y la comunidad.
Endian está basado originalmente en IPCop, que además es un fork de SmoothWall.
La versión 2.2 contiene los siguientes paquetes:
- Firewall bidireccional
- Puerta de enlace VPN con OpenVPN o IPsec
- Antivirus Web
- Antispam Web
- Antivirus de correo
- Antispam de correo
- Proxy HTTP transparente
- Filtrado de contenidos
- Seguridad inalámbrica
- Soporte para SIP VoIP
- Soporte para  NAT
- Soporte para múltiples direcciones IP (alias)
- Configuración a través de interfaz Web HTTPS
- Estadísticas de conexión
- Registros de tráfico de Red
- Registros de reenvío de servidores externos
- Servidor DHCP
- Servidor NTP
- Sistema de detección y reporte de intrusiones
- Soporte para ADSL-Módem